# Tres14
Tres14 es el nombre de un programa televisivo, emitido por TVE sobre divulgación científica en tono recreativo. En este magazine temático, a lo largo de unos 28 minutos aborda en cada emisión un tema amplio desde varias disciplinas científicas, mediante entrevistas, reportajes, curiosidades, etc.

## Equipo
- Dirección: Ana Montserrat Rosell
- Redacción científica: Sebastián Grinschpun y Mónica López y Sergi Torres
- Productora ejecutiva: Irene Marín
- Realizador: Ona Planas
- Producción: Carles Bonmatí
- Edición: Arturo Bastón
- Grafismo: Carla Molins
- Presentador: Luis Quevedo
- Productor ejecutivo RTVE: Angel Villoria
- Productor Ejecutivo VISIONA TV: Ferrán Cera